# Нагрудний знак «Слава і честь»
Почесний нагрудний знак Начальника Генерального штабу «Слава і честь» — українська відомча нагорода, якою нагороджуються військовослужбовці Збройних Сил України.

## Історія нагороди
Заснована відповідно до наказу Начальника Генерального штабу — Головнокомандувача Збройних Сил України  № 111 від 20 жовтня 2009 року (зі змінами від 01.09.2011 № 163).

## Положення про відзнаку
Нагрудним знаком нагороджуються особи старшого та вищого офіцерського складу Збройних Сил України за визначний особистий внесок у справу розбудови і розвитку Збройних Сил України, підтримання високої бойової та мобілізаційної готовності військ, зміцнення обороноздатності та безпеки держави.
Нагородження здійснюється за особистим рішенням начальника Генерального штабу — Головнокомандувача Збройних Сил України з нагоди державних, професійних свят, особистих ювілеїв, при звільненні з військової служби.

## Опис відзнаки
Почесний нагрудний знак «Слава і честь» має вигляд шестипроменевої зірки з розбіжними двогранними променями білого металу. Між великими променями зірки є коротші жовті промені, середина яких покрита червоною емаллю.
Посередині зірки круглий медальйон жовтого металу, покритий напівпрозорою синьою емаллю, на якому — емблема Генерального штабу Збройних Сил України, що вказує на належність нагороди. Довкола медальйона напис «СЛАВА І ЧЕСТЬ» та зображення двох схрещених лаврових гілок, що символізують славу.
Стрічка нагрудного знака, що використовується на планці, поєднує білий колір, який символізує самовідданість, та основні кольори прапорів видів Збройних Сил України: малиновий (Сухопутні війська), блакитний та жовтий (Повітряні Сили), білий та синій (Військово-Морські Сили).

## Порядок носіння відзнаки
Почесний нагрудний знак начальника Генерального штабу — Головнокомандувача Збройних Сил України «Слава і честь» носять з правого боку грудей.